# Kyle Swan
Kyle Swan (* 28. März 1999 in Wantirna, Melbourne, Victoria) ist ein australischer Geher.

## Leben
Kyle Swan stammt aus dem australischen Bundesstaat Victoria. Er wuchs, zusammen mit seinem Bruder, in Wantirna, einem Vorort von Melbourne auf und begann im Alter von sechs Jahren mit der Leichtathletik. Bald darauf fokussierte er sich bereits auf das Gehen. Heute wird er von Brent Vallance trainiert und startet für den Verein Athletics Nunawading. Er absolvierte ein Studium an der Universität Melbourne.

## Sportliche Laufbahn
Kyle Swan bestritt im Jahr 2013 erste überregionale Wettkämpfe im Gehen. 2014 wurde er Australischer U16-Meister über 3000 Meter und belegte zudem den fünften Platz bei den U20-Meisterschaften über 10.000 Meter. 2015 gewann er bei den U20-Meisterschaften mit Bestzeit von 43:50,85 min die Silbermedaille. Im Sommer trat er in Cali bei den U18-Weltmeisterschaften an, kam dort allerdings nicht über den 33. Platz hinaus. 2017 trat er zum ersten Mal bei den Australischen Meisterschaften der Erwachsenen an und belegte über 10.000 Meter den vierten Platz. Ein Jahr später bestritt er seine ersten Wettkämpfe über die 20-km-Distanz. Anfang Mai belegte er beim Geher-Weltcup In China den zehnten Platz in der Altersklasse U20. Im Juli trat er bei den U20-Weltmeisterschaften in Tampere an und belegte über 10.000 Meter mit Bestzeit von 41:24,12 min den sechsten Platz. 2019 stellte Swan im Dezember mit 1:23:54 h seine Bestzeit über 20 km auf. 2020 gewann Swan die Bronzemedaille bei den Ozeanienmeisterschaften im Gehen. Ein Jahr später trat er in Tokio zum ersten Mal bei Olympischen Sommerspielen an. Den Wettkampf Anfang August beendete er auf dem 36. Platz. 2022 nahm er in den USA zum ersten Mal an den Weltmeisterschaften teil. Im Ziel belegte er den 33. Platz über die 20 km. 2023 trat er in Budapest erneut bei den Weltmeisterschaften an. Über 20 km kam er allerdings nicht  über Platz 40 hinaus.

## Wichtige Wettbewerbe
| Jahr                   | Veranstaltung           | Ort                    | Platz                  | Disziplin              | Weite                  |
| Startet für Australien | Startet für Australien  | Startet für Australien | Startet für Australien | Startet für Australien | Startet für Australien |
| ---------------------- | ----------------------- | ---------------------- | ---------------------- | ---------------------- | ---------------------- |
| 2015                   | U18-Weltmeisterschaften | Cali                   | 33.                    | 10.000 m Bahngehen     | 50:42,45 min           |
| 2018                   | U20-Weltmeisterschaften | Tampere                | 6.                     | 10.000 m Bahngehen     | 41:24,12 min           |
| 2021                   | Olympische Sommerspiele | Tokio                  | 36.                    | 20 km Gehen            | 1:27:55 h              |
| 2022                   | Weltmeisterschaften     | Eugene                 | 33.                    | 20 km Gehen            | 1:28:43 h              |
| 2023                   | Weltmeisterschaften     | Budapest               | 40.                    | 20 km Gehen            | 1:26:02 h              |

## Persönliche Bestleistungen
Freiluft
- 5000-m-Bahngehen: 18:33,63 min, 24. Februar 2024, Melbourne
- 10.000-m-Bahngehen: 38:46,99 min, 28. Januar 2024, Canberra
- 10-km-Gehen: 40:52 min, 16. Mai 2022, Madrid
- 20-km-Gehen: 1:18:59 h, 3. März 2024, Taicang